# Avvoltoio (araldica)
In araldica l'avvoltoio è simbolo di misericordia, pietà e amore filiale. Il simbolismo deriva dalla antica credenza che, in mancanza di cibo, nutrisse i piccoli con il sangue scaturito dalle ferite che si infliggeva sul ventre o sulle cosce. Per il Ginanni, in quanto uccello da preda, è simbolo dell'uomo di guerra.

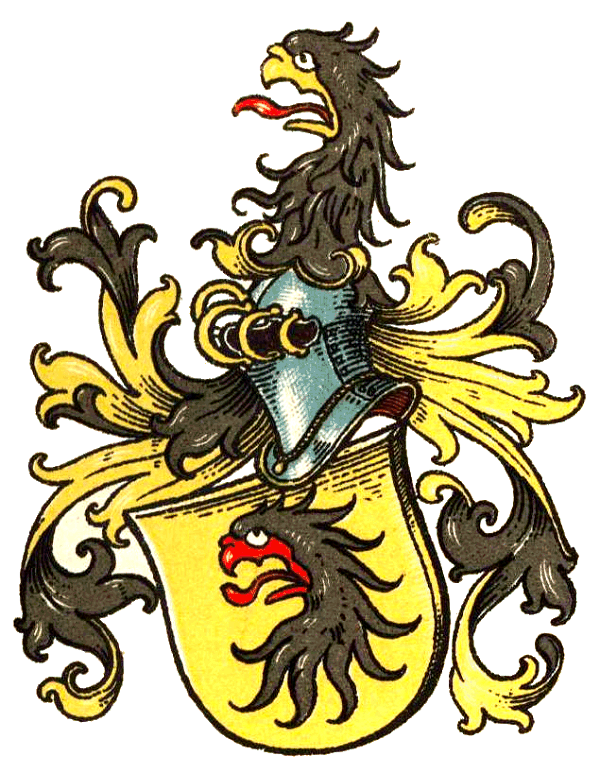
Testa di avvoltoio al naturale nello stemma e cimiero della famiglia Geyr, nobili di Westfalia
Testa di avvoltoio d'argento (Veselá, Repubblica Ceca)
Tre avvoltoi d'oro (Ousté, Francia)